# Sarıbıyık, Canik
Sarıbıyık là một xã thuộc quận Canik, tỉnh Samsun, Thổ Nhĩ Kỳ. Dân số thời điểm năm 2010 là 327 người.